# Harry Julius Emeléus
Harry Julius Emeléus (22 juin 1903 - 2 décembre 1993) est un chimiste inorganique britannique et professeur au département de chimie de l'Université de Cambridge.

## Biographie
Harry Julius Emeléus est né à Poplar, à Londres, le 22 juin 1903, fils de Karl Henry Emeléus (1869–1948), un pharmacien né à Vaasa, en Finlande. La famille déménage à l'ancienne pharmacie de Battle, dans le Sussex, peu de temps après la naissance d'Emeléus. Son frère aîné Karl George Emeléus (1901-1989) est professeur de physique à l'Université Queen's de Belfast.
Emeléus fait ses études à la St Leonards Collegiate School, Hastings, et à la Hastings Grammar School, puis au Royal College of Science, Imperial College, Londres, où il obtient son diplôme en 1923. Il obtient son doctorat en 1926 et un DSc trois ans plus tard. Au cours de ses études supérieures, il passe du temps à l'Université de Karlsruhe en tant qu'étudiant d'Alfred Stock et deux ans à l'Université de Princeton avec le professeur Hugh Stott Taylor. Parmi ses nombreux étudiants et collègues de recherche, notons Norman Greenwood, Ken McTaggart et F. Gordon A. Stone.
Emeléus est président de la division de chimie inorganique de l'Union internationale de chimie pure et appliquée (1955-1960). Il est également président de la Chemical Society (1958-1960) et du Royal Institute of Chemistry (1963-1965).
Harry Julius Emeléus meurt d'une insuffisance cardiaque à l'hôpital Addenbrooke de Cambridge le 2 décembre 1993.

## Prix
- Prix commémoratif Edward Harrison (1932)
- Conférence Tilden à la Chemical Society (1942)
- Membre de la Royal Society (1946)[2]
- Prix Liverside (1954)
- Prix commémoratif Alfred Stock et médaille de la Gesellschaft Deutscher Chemiker (1954)
- Commandeur de l'Ordre de l'Empire britannique (1958)
- Médaille Davy de la Royal Society (1962)
- Prix Henri Moissan de chimie du fluor, Allemagne (1991)
- Médaille Lavoisier de la Société chimique de France